# Parepidosis peculiaris
Parepidosis peculiaris är en tvåvingeart som beskrevs av Boris Mamaev 1966. Parepidosis peculiaris ingår i släktet Parepidosis och familjen gallmyggor. Inga underarter finns listade i Catalogue of Life.